# Meteor (métro)
Pour les articles homonymes, voir Meteor.
 (février 2024).
Motif : La technologie METEOR est-elle admissible ? Sinon, quelle est l'utilité de cette page étant donné qu'il y a déjà Ligne 14 du métro de Paris ?
Meteor est le nom de projet donné à la ligne 14 du métro parisien. Il peut parfois également désigner le nom de la technologie du système de contrôle commande ferroviaire automatique originellement développé par la société Siemens Transportation Systems (anciennement Matra transport international) pour la ligne 14.

## Projet parisien

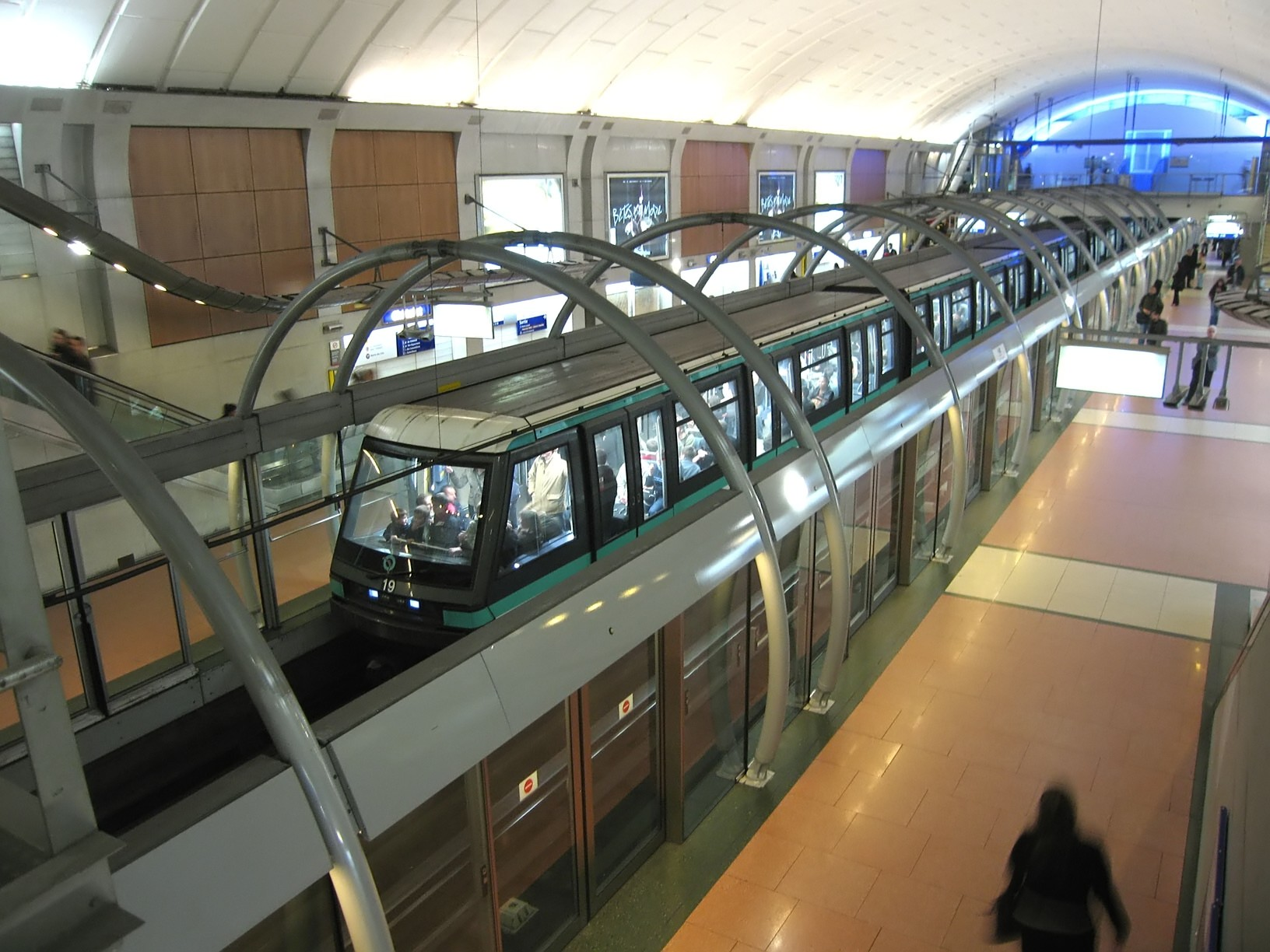
Une rame MP 89 CA sur la ligne 14 du métro de Paris (ici en 2006).

Meteor, rétroacronyme de METro Est-Ouest Rapide, est le nom de code donné à l'origine par la RATP au projet de la ligne 14 du métro parisien, durant sa gestation puis sa construction.
Le but de la construction de cette nouvelle ligne était alors double : réduire le nombre de passagers empruntant le RER A entre Auber, Châtelet - Les Halles et Gare de Lyon mais également permettre d'atteindre depuis le centre de Paris les 12e et 13e arrondissements de Paris.
Elle fut ouverte en octobre 1998 entre Tolbiac/Masséna et Madeleine. Elle devait alors être prolongée jusqu'au port de Gennevilliers au nord et jusqu'au marché de Rungis et à l'aéroport d'Orly au sud. La RATP et IdFM l'utilisent encore parfois également dans leurs communications externes,.

## Technologie Meteor

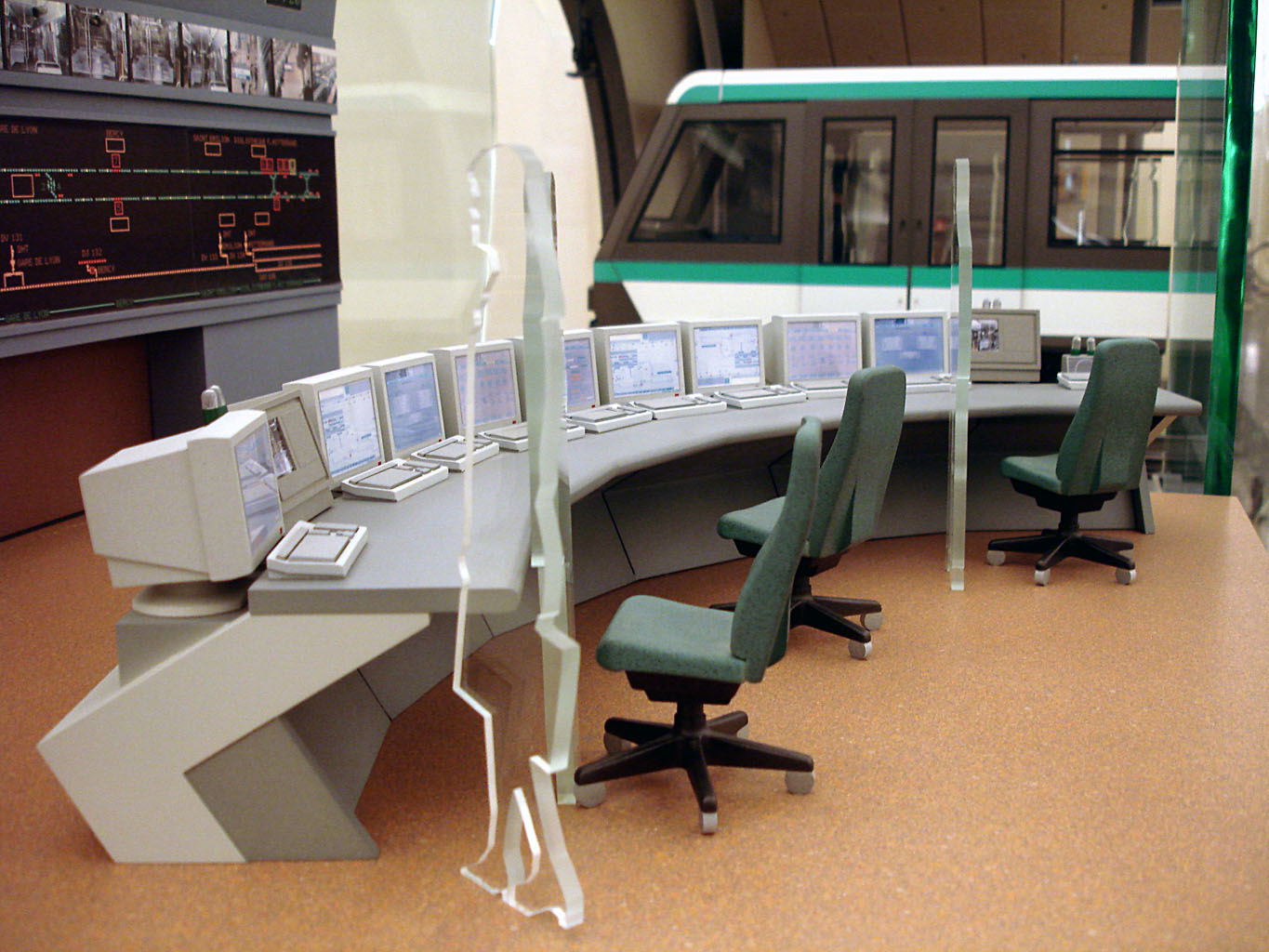
La maquette du PCC de la ligne 14 du métro de Paris

Meteor désigne parfois la technologie nommée Trainguard MT CBTC de la société Siemens Transportation Systems. On peut ainsi entendre parler de « météorisation » de la ligne 1 pour désigner son automatisation avec des systèmes similaires à ceux de la ligne 14.
Cette appellation est issue du nom de code de la ligne 14 du métro de Paris, première véritable vitrine pour cette technologie. Comme le système VAL, Trainguard MT CBTC est un système de contrôle commande entièrement automatisé, mais pouvant utiliser des rames et des voies non standardisées. Dans le métro parisien, la technologie Trainguard MT CBTC est connue sous le nom de SAET (Système d'automatisation de l'exploitation des trains).